# Dulcinea (película de 1947)
Dulcinea es una película española estrenada en 1947, dirigida por Luis Arroyo con un guion basado en la obra de teatro homónima de Gaston Baty, quien a su vez había adaptado el personaje de la célebre novela Don Quijote de la Mancha de Miguel de Cervantes.
El director de fotografía del film Manuel Berenguer fue galardonado en la tercera edición de las Medallas del Círculo de Escritores Cinematográficos por el conjunto de su trabajo durante el año, que comprenden aparte de Dulcinea: Las inquietudes de Shanti Andia, La nao capitana, La dama del armiño y Cuatro mujeres.

## Sinopsis
La última misiva de Don Quijote dirigida a su amada Dulcinea llega, por medio de su escudero Sancho Panza, a manos de Aldonza, moza de una venta castellana. La carta conmueve tanto a la chica que, desde ese momento, asume la personalidad de Dulcinea y acude en busca de Don Quijote, a quien encuentra en su lecho de muerte. La nueva Dulcinea, imbuida por el deseo de su amado de que continúe con las andanzas que él ha dejado, se lanza a los caminos repartiendo amor y caridad entre los pobres. A pesar de que consigue sortear todo tipo de inconvenientes ahora se debe enfrentar a la Santa Inquisición, que la acusa de brujería.

## Reparto
- Ana Mariscal como Aldonza
- Carlos Muñoz como El Enfrailado
- Manuel Arbó como Sancho Panza
- Ángel de Andrés como Diego Hernández
- Lola del Pino como Mendiga
- José Jaspe como Chiquirnaque
- José Álvarez "Lepe" como Tío Justicia
- Santiago Rivero como Maese Pedro Martínez
- Manuel Requena como Juan el Zurdo
- Luis Peña como Sánchez Cocles
- Ángel Martínez como Lazarillo
- Eduardo Fajardo como Ginés de la Hera
- Concha López Silva como Cristola
- Conrado San Martín como Soldado manco
- Fernando Fresno como	Escribano
- Satanela como	La Salmerona
- Fernando Galiana
- Julia Lajos
- Félix Fernández
- Carmen Seco
- Juanita Mansó
- José Villasante

## Premios
3.ª edición de las Medallas del Círculo de Escritores Cinematográficos
| Categoría        | Nominados        | Resultado |
| ---------------- | ---------------- | --------- |
| Mejor fotografía | Manuel Berenguer | Ganador   |